# Alan Kernaghan
Alan Nigel Kernaghan (ur. 25 kwietnia 1967 w Otley) – piłkarz irlandzki grający na pozycji środkowego pomocnika.

## Kariera klubowa
Karierę piłkarską Kernaghan rozpoczął w klubie Middlesbrough F.C. W 1984 roku trafił do kadry pierwszej drużyny, a 9 lutego 1985 zadebiutował w Division Two w przegranym 0:1 meczu z Notts County. W 1986 roku spadł z „Boro” do Division Three, ale potem przez dwa lata z rzędu wywalczył awanse, najpierw do Division Two, a następnie do Division One. W latach 1989–1991 ponownie grał z Middlesbrough w Division Two. Od stycznia do maja 1991 Alan był wypożyczony do Charlton Athletic, a następnie wrócił do Middlesbrough i w sezonie 1992/1993 wystąpił z nim w nowo powstałej Premiership. W barwach „Boro” rozegrał 202 mecze i zdobył 16 goli.
We wrześniu 1993 roku Kernaghan został sprzedany za 1,6 miliona funtów do Manchesteru City. Przez dwa sezony grał z City w Premiership (debiutował 20 września w przegranym 0:1 meczu z Wimbledonem), a następnie bywał wypożyczany do innych klubów. W 1994 roku przebywał na wypożyczeniu w Boltonie Wanderers (Division One), w 1996 – w Bradford City (Division Two), a w 1997 w szkockim St. Johnstone F.C. W 1997 roku został do niego sprzedany i występował tam do 2001 roku.
Następnie Kernaghan przeszedł do Brechin City grającego w Scottish Third Division. Jeszcze w 2001 roku odszedł do Clyde F.C. i przez trzy sezony wybiegał na boiska First Division. W 2004 roku trafił do Premier League, gdy został zawodnikiem Livingston F.C. Po pół roku przeszedł do Falkirk F.C., a karierę piłkarską kończył w 2006 roku jako piłkarz Dundee F.C.

## Kariera reprezentacyjna
W reprezentacji Irlandii Kernaghan zadebiutował 9 września 1992 roku w wygranym 4:0 spotkaniu eliminacji do Mistrzostw Świata w USA z Łotwą. W 1994 roku został powołany przez selekcjonera Jacka Charltona do kadry na ten mundial, ale nie rozegrał żadnego spotkania. Karierę reprezentacyjną zakończył w 1996 roku, a w drużynie narodowej rozegrał 26 meczów.